# Чунгбо

Экономические регионы Вьетнама

Чунгбо (вьет. Trung Bộ) — Центральный Вьетнам (Miền Trung Việt Nam), один из трёх основных регионов Вьетнама.

## История
В древности Чунгбо являлся территорией бывшего королевства и французского протектората Аннам.

## Экономика
Экономика сосредоточена в пяти ключевых провинциях, обладающих многими преимуществами. Стратегическим расположению и человеческими ресурсами, а также 17 морских портов, 15 экономических зон, 22 промышленные зоны, 2 зоны экспортной переработки, восемь аэропортов и две транс-вьетнамские магистрали.

## Описание
Чунгбо включает в себя 18 провинций и 1 город центрального подчинения, сгруппированных в 3 экономических региона:
| Экономические регионы        | Провинции                                                                                                  | Площадь (км²) | Население (2015)[уточнить] | Плотность населения (человек/км2) |
| ---------------------------- | --- | ------------- | -------------------------- | --------------------------------- |
| Север центрального побережья | Хатинь, Нгеан, Куангбинь, Куангчи, Тханьхоа, город центрального подчинения Хюэ                             | 51 455,6      | 12 251 864                 | 203,53                            |
| Юг центрального побережья    | Биньдинь, Биньтхуан, Фуйен, Куангнам, Куангнгай, Кханьхоа, Ниньтхуан, город центрального подчинения Дананг | 44 376,8      | 10 934 533                 | 206,98                            |
| Центральное нагорье          | Даклак, Дакнонг, Зялай, Контум, Ламдонг                                                                    | 54 641        | 6 244 582                  | 102,63                            |

Площадь 150 473,4 км². Население 29 430 979 чел. (2019).
Преимущественно сельскохозяйственные территории.
Наиболее крупные города — Дананг, Куинён, Нячанг, Камрань, Фанранг, Фантхьет.